# HuCard

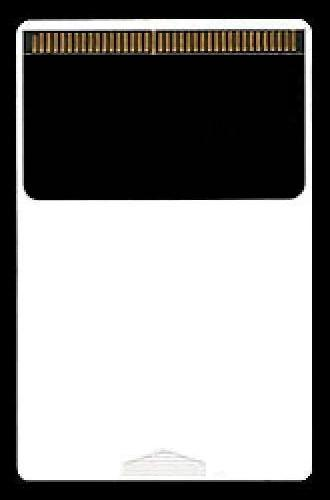
HuCard

HuCard (яп. ヒューカード) — картридж с ПЗУ, разработанный Hudson Soft для игровых консолей NEC PC Engine и SuperGrafx, выпущенных в 1987 и 1989 годах соответственно. В Соединённых Штатах, где PC-Engine продавался как TurboGrafx-16, HuCard назывались TurboChip.

## Описание
HuCard — это эволюция от более ранней технологии Hudson Soft, Bee Card, которую они разработали в начале 1980-х годов в качестве средства распространения компьютерного программного обеспечения MSX, устройство EEPROM, которое немного тоньше, чем HuCard. Имеет 32 разъёма, а у HuCard таковых 38. Большинство картриджей для видеоигр имеют большой пластиковый корпус для защиты печатной платы. Печатная плата в HuCard и Bee Card защищена жёстким глянцевым полимером, который проводит тепло и поскольку PC Engine и TurboGrafx-16 оставляют одну сторону карты частично открытой, когда она вставлена в консоль, нагрев рассеивается с меньшими препятствиями.
Hudson Soft, NEC и другие производители выпустили семь игр HuCard специально для PC Engine SuperGrafx под наименованием Super HuCard. Разработчики видеоигр выпускали новые релизы на HuCard и TurboChip до 1993 года.